# Maen Florin

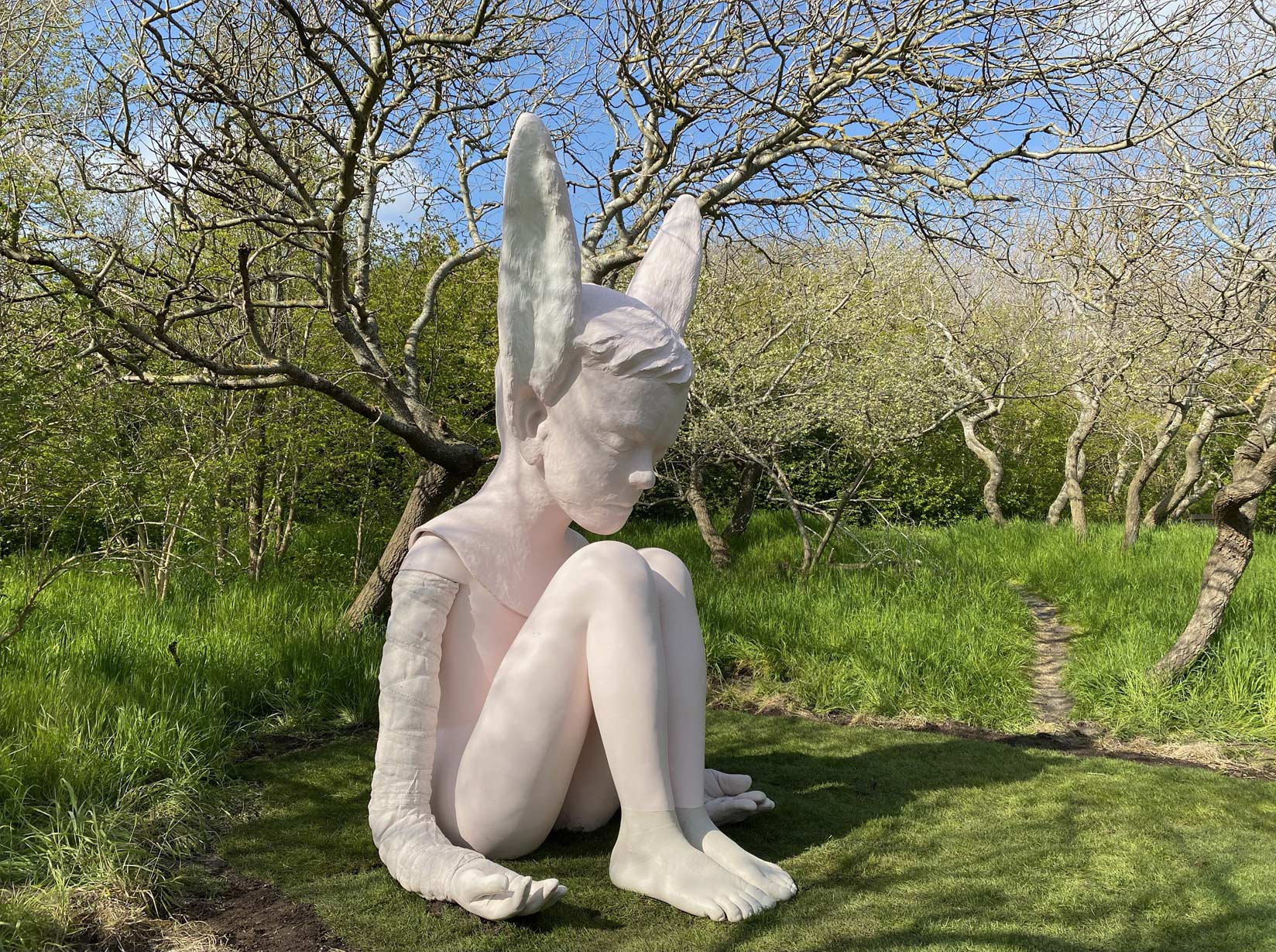
Benjamin, Beaufort 2021, De Haan (Belgique)

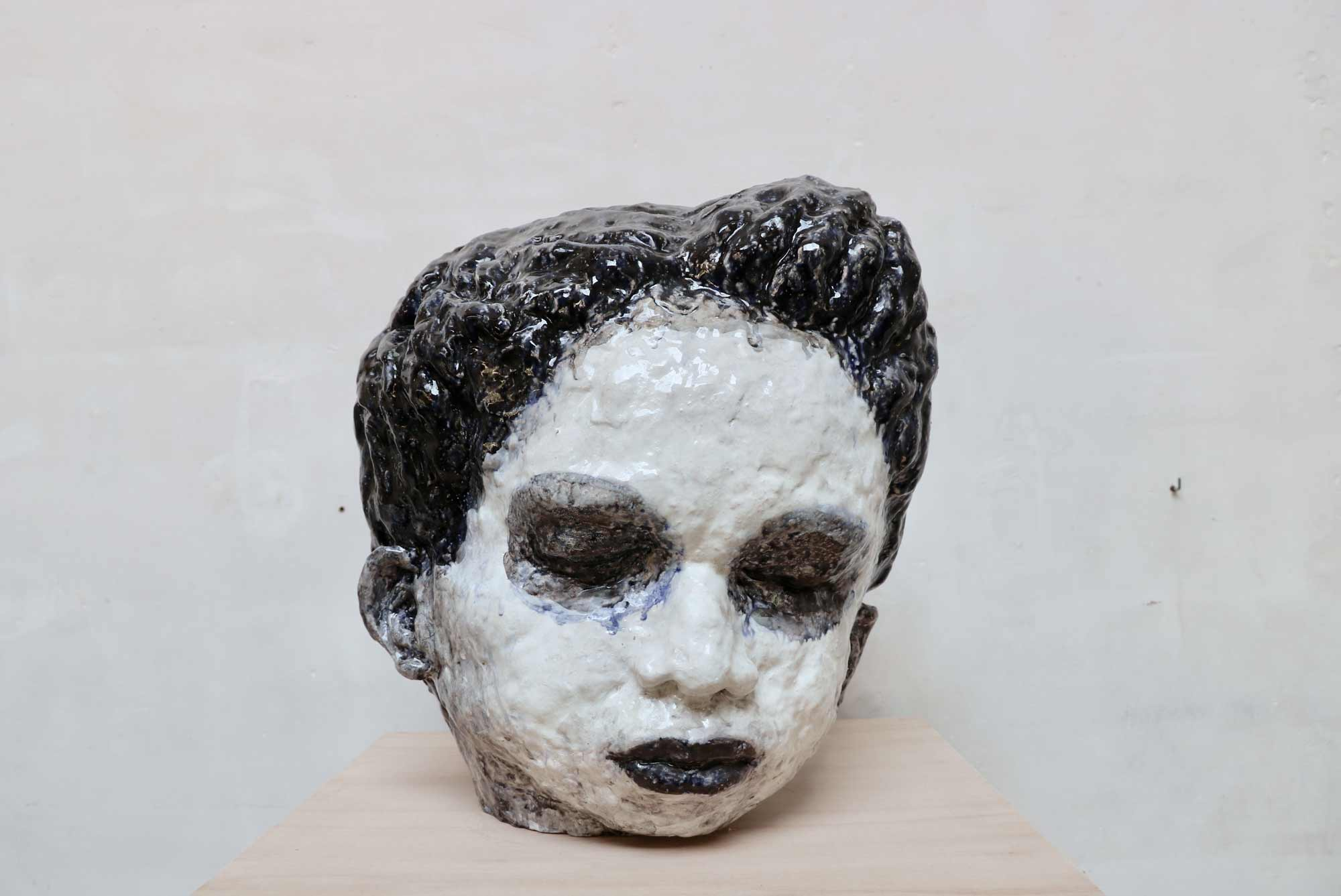
Bleu et aveugle - Maen Florin

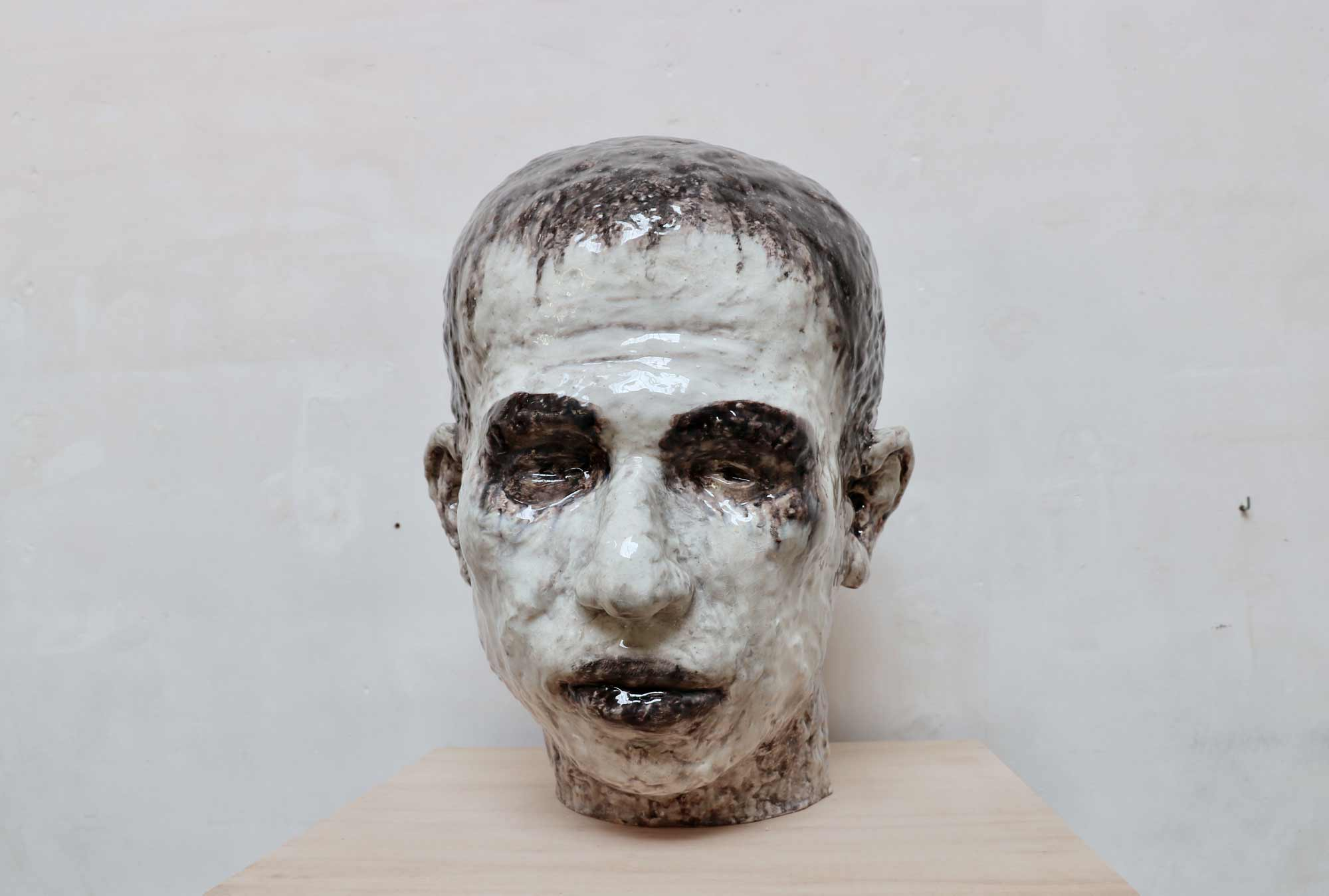
Maen Florin bleue et aveugle

Maen Florin née à Kleine-Brogel en 1954 est une sculptrice et céramiste belge. Elle vit et travaille à Schelderode près de Gand.

## Biographie
Maen Florin étudie la sculpture à l'Académie Royale d'Anvers, à la Sint Lucas Hogeschool et à l'Académie Royale de Gand. Depuis le milieu des années 1980, elle sculpte dans le bronze et le plâtre. À partir de 2015, elle réalise ses sculptures en céramiques.
Les figures de Maen Florin ont une forme anthropomorphique. Elles semblent sortir des contes de fée, d'un monde onirique. Elles sont mélancoliques. Les personnages ont de grandes oreilles, de longs nez, des bouches tordues, des membres difformes. Pour Maen Florin, ses sculptures oscillent entre humour et tragédie, entre gaieté et macabre, entre silence et bruit, entre résignation et agression, entre rêve et cauchemar.
La sculpture Benjamin réalisé en 2021, représente un adolescent aux grandes oreilles recroquevillé sur lui-même, les yeux fermés.
Les images de la série Commedia montrent des expressions ambivalentes de tristesse, de méditation ou d'introspection.
Depuis 2015, Maen Florin réalise des têtes en céramique qu'elle nomme personnages. Elle s'inspire de visages qui l'ont marquée. Les têtes sont posées directement sur le sol. Les visages aux yeux souvent fermés et cernés de noir ont une expression mélancolique.
En 2023, Maen Florin pare la fontaine, place Royale, à Nantes de ses céramiques anthropomorphes.

## Expositions
- Maen Florin, Galerie Polynero, Anvers, 1986
- Maen Florin, Centre Culturel International (ICC), Anvers, 1988
- Don't look, Caermersklooster, Gand, 2011
- Silent Conversation, Hasselt, 2013
- Triennale européenne de la céramique et du verre, Mons, 2016
- Commedia, Art House, Harelbeke, 2016
- European Ceramic Work Center, Oisterwijk, 2018
- Solo Arco Madrid, Madrid, 2018
- Playing at Being Human, Museum Hof van Busleyden, Malines, 2020-2021.
- Benjamin, triennale d'art Beaufort 21, 2021
- Out of Paradise, Cultuurhuis Merelbeke, 2022
- Tee spirit, BPS 22, Charleroi, 2022
- Strange Paradise, ISELP, Bruxelles, 2023
- Pacific, Comedia Voyage à Nantes, Nantes, 2023

## Monographies
- Openbaar Kunstbezit Vlaanderen / Door Beeldhouwers gemaakt?, Johan Pas. 40 p. WD2008/7892/II, 2008
- Do not look (Caermersklooster Gand), Province de Flandre orientale, 63 p.  (ISBN 978-9076686424), 2011
- KRASJ'14 /  De Taag is niet de rivier die stroomt door mijn dorp, 72 p., 2014
- Arts Festival Watou 2016, Over de kracht van mededogen, vzw Kunst, 2016 , 333 p.  (ISBN 978-9081741347)
- European Triennial for Ceramics and Glass, WCC. BF, 128 p., 2016   (ISBN 978-2875360274)
- Maen Florin / Sculptures, éditions Asid, 2017, 160 p.  (ISBN 978-9082681901)
- Maen Florin  : ILLUSION, éditions Asid,  2018, 112 p.  (ISBN 978-9090312972)
- Maen Florin  : Playing at being Human, éditions Asid, 2020, 64 p.  (ISBN 978-9464079272)

## Distinction
- Lauréate,  Triennale européenne de la céramique et du verre, Mons, 2016